# Wraeththu
Le monde des Wraeththu est un univers de fiction mêlant science-fiction et fantasy créé par la romancière britannique Storm Constantine en 1987 avec la parution du roman The Enchantments of Flesh and Spirit, premier volume d'une trilogie. Le roman développe une histoire d’amour qui prend forme et évolue dans une époque en mouvement, le monde des humains perdant pied au profit d’individus hermaphrodites, les Wraeththu. L'auteure a peu à peu développé l'univers des Wraeththu dans plusieurs séries romanesques, et l'a détaillé dans d'autres types d'ouvrages ; d'autres auteurs ont également écrit des textes se déroulant dans cet univers.

## Résumé
Dans les trois premiers volumes, Thiede, le premier Wraeththu, essaie d’organiser une nouvelle société qui lui a échappé, les premiers impétrants tendant à se marginaliser en groupes distincts qui, après avoir pris le pas sur les humains, se querellent entre eux. C’est avec l’idée de placer à la tête des Wraeththu et d’une fédération de tribus (Colurastes, Ferike, Freyhella, Gelaming, Kakkahaar, Kalamah, Sulh, Uigenna, Varrs, etc.), un leader indiscutable et charismatique, qu’il change la vie de Pellaz et Calanthe, les deux héros de la première trilogie, en choisissant Pellaz pour Tigron (chef suprême) des Gelaming, tribu la plus puissante organisée par Thiede, en le séparant de Calanthe, son compagnon. 
La première trilogie, Wraeththu Chronicles, raconte la séparation et le chemin parcouru par Calanthe pour retrouver Pellaz et devenir Tigron également.
La deuxième trilogie, Wraeththu Histories, raconte l’histoire des hara de la deuxième génération et leur progression dans l’utilisation de leurs pouvoirs psychiques qui leur permet de comprendre des mondes parallèles et l’origine des Wraeththu. 

## L'univers des romans
Les Wraeththu sont originaires d’une mutation génétique se communiquant par transfert sanguin (l’inception) aux jeunes garçons, l’humain devenant har (pluriel hara) ou par reproduction naturelle entre deux hara. Les femmes qui plus rarement subissent le processus d’inception deviennent parage au sein des Kamagrian, société sœur. Wraeththu et Kamagrian sont biologiquement légèrement différents. 
Les Wraeththu sont en effet des êtres humains améliorés dans leur apparence physique et dans leurs capacités psychiques. Hermaphrodites, ils jouissent des deux aspects de la sexualité attribués jadis à l’homme et à la femme. Ils développent ainsi une sexualité raffinée (aruna) qui est à la base de leur fonctionnement. Tous peuvent se reproduire au moyen d’une gestation de deux mois au sein d’une perle qui donne naissance à un "harling" après une semaine d’incubation. L'harling devient adulte vers huit ans lors d'un rite de passage, la feybraiha, qui est consacré par son premier aruna. 
Le corps des Wraeththu est immunisé contre les maladies humaines et seuls des produits tenant compte de leur physiologie peuvent les affecter.  Leur habileté psychique leur permet de converser par télépathie ou faire appel à la psychokinésie. 

## Accueil critique et extension de l'univers
Les romans de Storm Constantine sont devenus cultes dès leur sortie et le cercle des admirateurs s’agrandit d’année en année. 
Storm Constantine s’est intéressée dans un ouvrage autour de la magie des Wraeththu, Grimoire Dehara à expliquer les aspects magiques de son œuvre, mais elle a aussi ouvert l’univers des Wraeththu à ses fans ce qui a donné naissance à toute sorte de compléments littéraires et autres. 
Un fandom s’est développé autour du concept de Wraeththu et a suscité rapidement une profusion d’œuvres de Fan fiction et d’œuvres graphiques très originales. Storm Constantine qui dirige la maison d’édition Immanion Press a publié certains de ces romans. 
Storm a également coécrit un manuel pour jeux de rôle, From Enchantment to Fulfilment qui se développent sur Internet. Un jeu de rôle live s’est déroulé en Allemagne en 2004 (Seven Deadly Sins – Wraeththu) et en 2005, une représentation visuelle des personnages clés des Wraeththu est élaborée dans un ouvrage Wraeththu : The Picture Book par la photographe Marja Kettner.

## Les livres
Deux trilogies Wraeththu Chronicles et Wraeththu Histories racontent la naissance et l’organisation de cette société alors que des livres annexes se concentrent sur des aspects contextuels et régionaux développant des histoires spécifiques (The Hienama, The Student of Kyme).

### Par Storm Constantine
Wraeththu Chronicles
- The Enchantments of Flesh and Spirit (1987)
- The Bewitchments of Love and Hate (1988)
- The Fulfilments of Fate and Desire (1989)

Wraeththu Histories
- The Wraiths of Will and Pleasure (2003)
- The Shades Of Time And Memory (2004)
- The Ghosts of Blood and Innocence (2005)

- The Hienama: A Story of the Sulh (2005)
- The Student of Kyme (à paraître)

### Par d’autres auteurs
- Breeding Discontent (2003) par Wendy Darling et Bridgette Parker
- Terzah's Sons (2005) par Victoria Copus

### Divers
- Grimoire Dehara par Storm Constantine(2005)
- Wraeththu: the picture book (2005) par Marja Kettner et Storm Constantine
- From Enchantment to Fulfilment (2005), manuel de jeu de rôle, par Storm Constantine, Gabriel Strange et Lydia Wood